# Martti Nieminen
Martti Nieminen, né le 3 novembre 1891 à Salo et mort le 29 mars 1941 à Helsinki, est un lutteur finlandais, spécialiste de lutte gréco-romaine.

## Palmarès
- Jeux olympiques de 1920 à Anvers (Belgique)
  -  Médaille de bronze dans la catégorie poids lourds.